# مؤشر الحالة
مؤشر الحالة في علم الحاسوب ما يدل على تغيير الخواص في البرنامج نحو الإيجاب والسلب المشار إليهما برقم 1 و0.

## التسمية

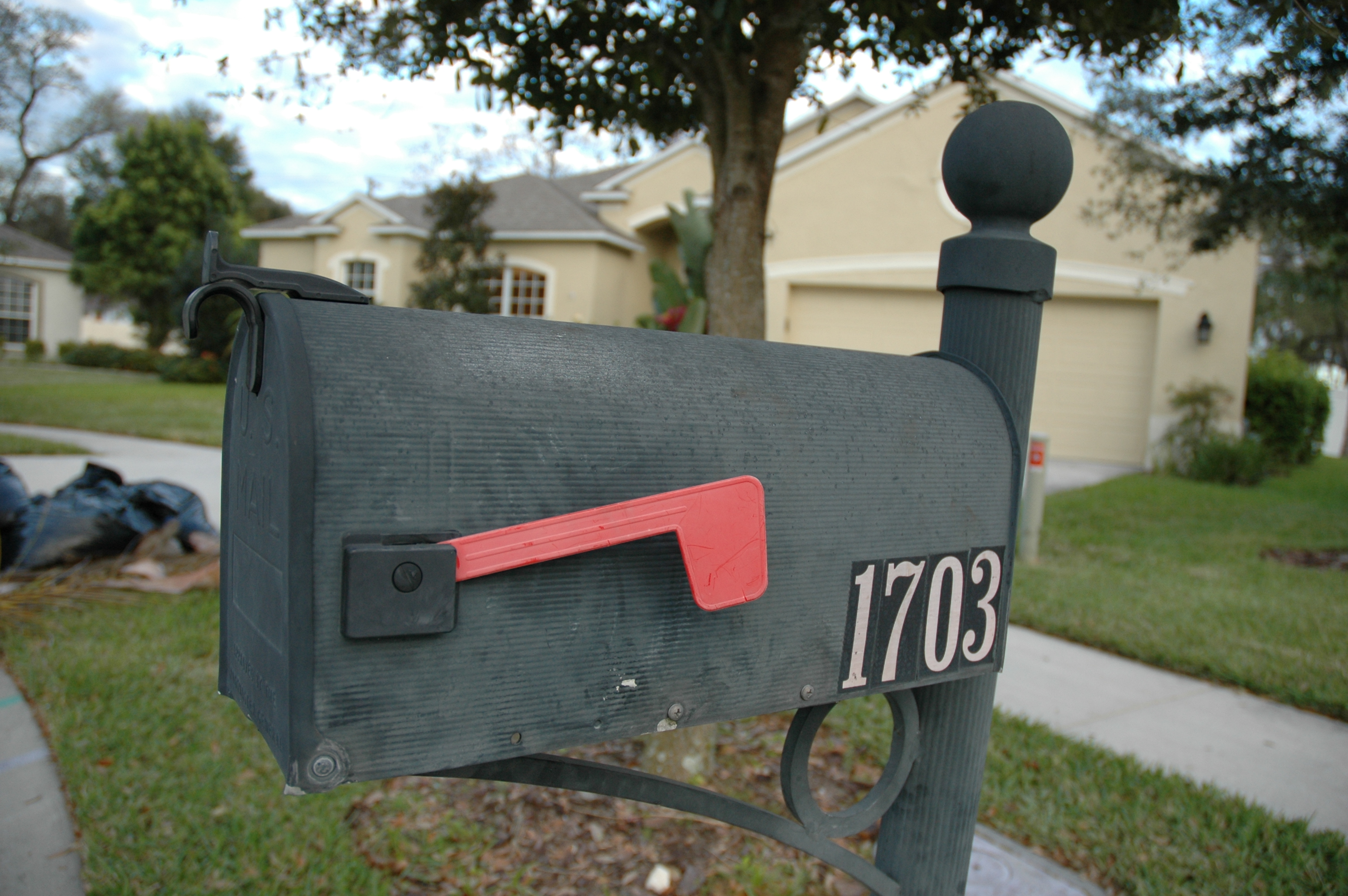

يسمى مؤشر الحالة بالإنجليزية العلم (flag) والكلمة مأخوذة من العلم المعلق على صندوق البريد دلالة على احتوائه الرسائل أو لا.